# Otero County (Colorado)
Otero County je okres ve státě Colorado v USA. K roku 2000 zde žilo 20 311 obyvatel. Správním městem okresu je La Junta. Celková rozloha okresu činí 3 289 km². Pojmenován byl podle politika Miguela Antonia Otera.